# Zsofia Lazăr-Szabo
Reka Zsofia Lazăr-Szabo (Brașov, 11 marzo 1967) è un'ex schermitrice rumena, specializzata nel fioretto. Ha vinto una medaglia d'argento ed una di bronzo nella scherma ai Giochi olimpici.

## Palmarès
In carriera ha conseguito i seguenti risultati:
- Giochi olimpici:

Barcellona 1992: bronzo nel fioretto a squadre.
Atlanta 1996: argento nel fioretto a squadre.
- Mondiali di scherma

Losanna 1987: argento nel fioretto a squadre.
Atene 1994: oro nel fioretto a squadre ed individuale.
L'Aia 1995: argento nel fioretto a squadre.
Città del Capo 1997: argento nel fioretto a squadre.
La Chaux de Fonds 1998: argento nel fioretto a squadre.
Lisbona 2002: bronzo nel fioretto a squadre.
L'Avana 2003: bronzo nel fioretto a squadre.
New York 2004: argento nel fioretto a squadre.
Lipsia 2005: argento nel fioretto a squadre.
- Europei di scherma

Keszthely 1995: oro nel fioretto individuale.
Plovdiv 1998: bronzo nel fioretto individuale.
Bolzano 1999: argento nel fioretto a squadre.
Funchal 2000: argento nel fioretto a squadre.
Coblenza 2001: bronzo nel fioretto a squadre.